# رایدلینگسدورف
رایدلینگسدورف (به آلمانی: Riedlingsdorf) یک منطقهٔ مسکونی در اتریش است که در ناحیه اوبروارت واقع شده‌است. رایدلینگسدورف ۱٬۶۴۶ نفر جمعیت دارد.